# Recife Osborne

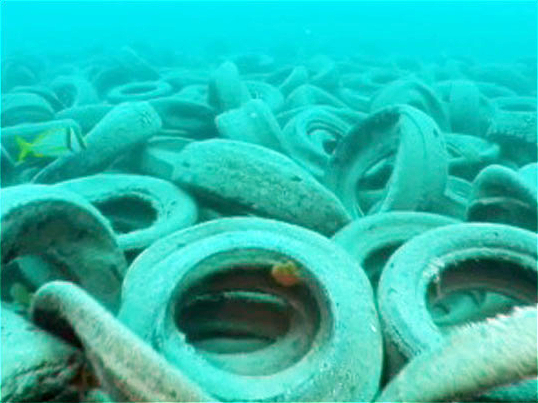
Foto subaquática dos pneus no recife (2007)

O Recife Osborne é um recife artificial localizado ao largo da costa de Fort Lauderdale, na Flórida. Inicialmente construído com blocos de concreto, o recife foi objeto de um ambicioso projeto de expansão utilizando pneus velhos e descartados. A expansão acabou falhando, e o recife passou a ser considerado um desastre ambiental — causando mais danos do que benefícios nas águas costeiras da Flórida.
Em 2007, após várias tentativas frustradas, os esforços de limpeza começaram quando o Exército dos Estados Unidos assumiu o projeto. Este exercício de limpeza forneceu ao exército um ambiente de treinamento real para seus mergulhadores e equipes de recuperação, além do benefício de ajudar a costa da Flórida sem incorrer em custos significativos para o estado. Em 2015, uma corporação civil assumiu o projeto, e até novembro de 2019, havia removido um terço dos pneus.

## Construção
O recife foi originalmente construído com dolos em um círculo de 15 metros de diâmetro.

### Expansão

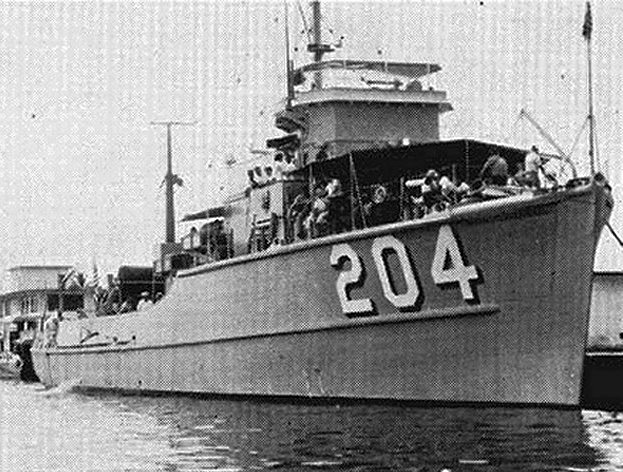
O USS Thrush esteve presente para o início da construção do recife

Em 1972, a Broward Artificial Reef Inc. (BARINC) propôs a construção de um recife artificial ampliado no Condado de Broward como uma forma de descartar pneus velhos e, ao mesmo tempo, atrair mais peixes para pesca para a área. Recifes com projetos semelhantes já haviam sido construídos no Nordeste dos Estados Unidos, no vizinho Golfo do México, na Indonésia, Malásia, Austrália e África. Gregory McIntosh, um funcionário da BARINC, elogiou o projeto durante uma conferência sobre recifes artificiais em 1974: "Pneus, que eram um poluente estético em terra, poderiam ser reciclados, por assim dizer, para construir um recife de pesca no mar".
Com o endosso do projeto pelo Corpo de Engenheiros do Exército dos EUA, o governo do Condado de Broward aprovou o projeto em 1974. Entre março e junho daquele ano, mais de 100 embarcações privadas se ofereceram entusiasticamente para ajudar no projeto; acompanhados pelo USS Thrush da Marinha dos EUA, milhares de conjuntos de pneus foram jogados simultaneamente no recife. A Goodyear Tire and Rubber Company forneceu equipamentos para o empreendimento promissor e, como gesto simbólico de apoio ao projeto, lançou um pneu pintado de dourado de um dirigível da Goodyear para inaugurar o local.
 O ponto culminante do projeto foi o depósito de mais de dois milhões de pneus presos com grampos de aço, cobrindo 15 hectares do fundo do oceano, a aproximadamente 2,1 quilômetros da costa e a uma profundidade de 20 metros.

## Fracasso
A ideia realmente boa era fornecer um habitat para criaturas marinhas, de forma que pudéssemos dobrar ou até triplicar a vida marinha na área, (...) mas não foi assim que funcionou. Agora, olhando para trás, vejo que foi uma má ideia.

Ray McAllister, fundador da BARINC
No final das contas, pouca vida marinha conseguiu se fixar no recife artificial, e a maioria sequer teve a oportunidade de se fixar. Quando depositados, embora alguns pneus fossem entidades individuais soltas, a maioria estava presa com clipes (ou faixas) de náilon ou aço. Como não foram feitos esforços excepcionais para garantir a não corrosão das amarras de aço, elas falharam sumariamente  — resultando na perda de mais de dois milhões de pneus leves individuais.
Essa nova mobilidade destruiu qualquer vida marinha que havia crescido até então nos pneus e impediu efetivamente o crescimento de novos organismos. Além disso, os pneus agora estavam facilmente sujeitos aos ventos tropicais e tempestades que são comuns na costa leste da Flórida, colidindo, às vezes com tremenda força, com recifes de corais naturais a apenas 21 metros de distância, agravando sua futilidade com efeitos colaterais ambientalmente prejudiciais. Por fim, a preocupação das áreas costeiras adjacentes é que os pneus não permaneçam dentro dos limites do Recife Osborne.
Este projeto não é o único de sua natureza a falhar; a Indonésia e a Malásia realizaram enormes programas de recifes de pneus na década de 1980 e agora estão vendo as consequências do fracasso desses recifes, desde praias poluídas até a destruição dos recifes. Em 1995, o furacão Opal conseguiu espalhar mais de 1 000 pela região do Panhandle da Flórida, a oeste de Pensacola. Em 1998, o furacão Bonnie lançou milhares de pneus nas praias da Carolina do Norte. Jack Sobel, diretor de conservação estratégica da Ocean Conservancy, disse em uma entrevista de 2002: "Não conheço nenhum caso em que os recifes de pneus tenham sido bem-sucedidos". Naquele ano, a Limpeza Costeira Internacional da Ocean Conservancy removeu 11 956 pneus de praias em todo o mundo.

## Limpeza
Você desce cerca de seis metros e começa a enxergar, e parece a lua ou algo do tipo. É estranho, não se parece com nada que você possa imaginar, são apenas pneus por toda parte, tão longe quanto se pode ver.

Mergulhador do Exército Jason Jakovenko
Em 2001, o Dr. Robin Sherman da Nova Southeastern University recebeu uma bolsa de US$30 000 ($51 622 em 2025) pela Administração Oceânica e Atmosférica Nacional (NOAA) para iniciar um programa de remoção de pneus. Ela conseguiu coordenar a remoção de apenas 1 600 pneus do recife, a um custo estimado de US$17 ($29,25 em 2025) por pneu.
Em 2002, autoridades ambientais da Flórida e do Condado de Broward iniciaram o longo e árduo processo de colocar em prática um plano para remover os pneus. Uma estimativa original entre 40 milhões e 100 milhões de dólares (equivalente a cerca de 68 milhões e 169 milhões de dólares em 2023) levou o Florida Department of Environmental Protection (DEP) a planejar um acordo com as empresas cujas construções danificam o fundo do mar e os recifes. Em vez de compensar os danos com estruturas artificiais para os recifes, o estado exigiria que essas empresas reparassem o impacto removendo pneus do Recife Osborne. Este plano foi alvo de críticas por parte de grupos ambientalistas que consideraram que isso apenas aceleraria a destruição de mais habitats marinhos.

### Envolvimento militar dos EUA

#### 2007

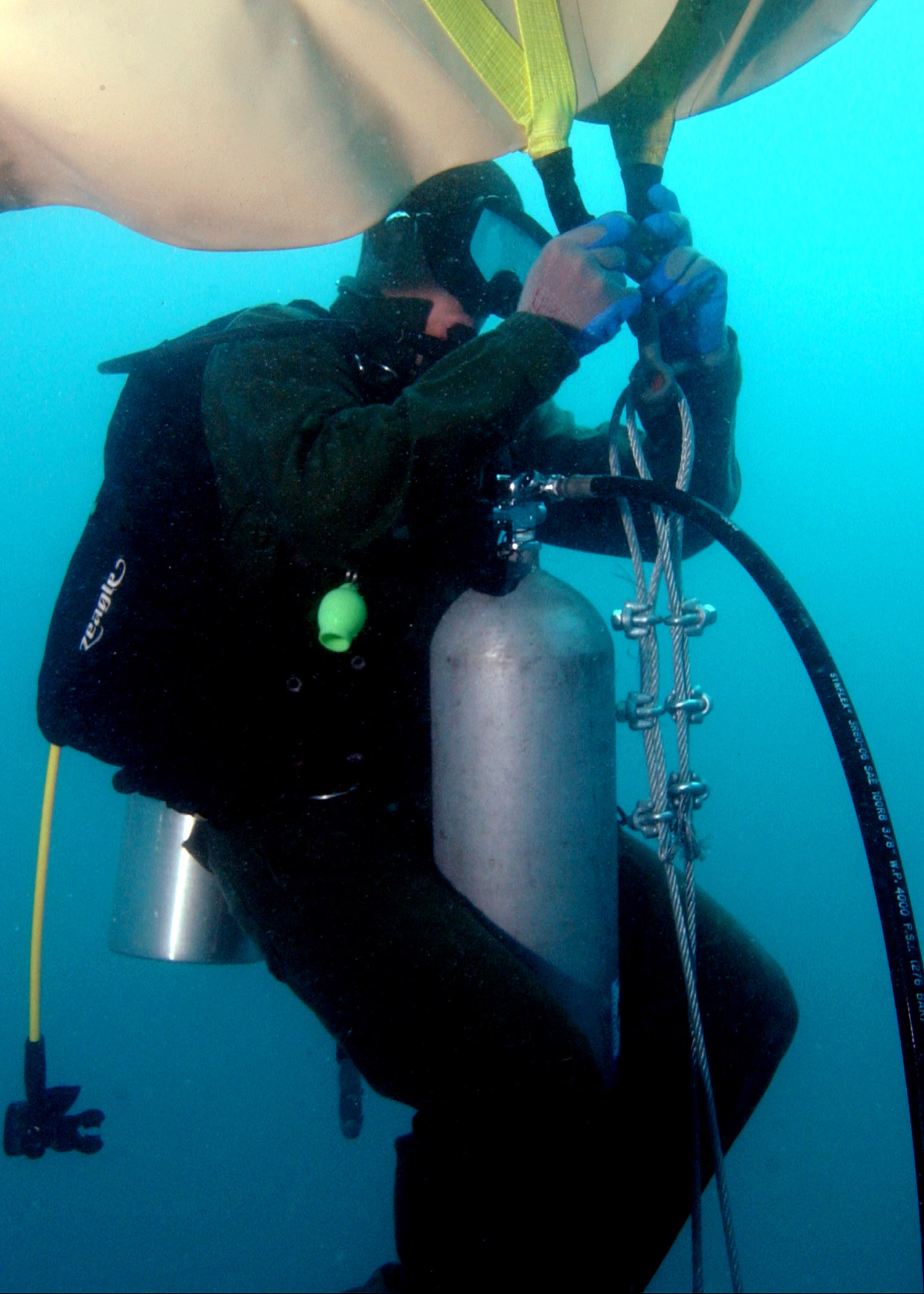
Um mergulhador da Marinha dos EUA prepara uma saco elevatório para salvar pneus na costa de Fort Lauderdale, Flórida

Em 2007, o condado de Broward contatou o Secretária Adjunta de Defesa dos Estados Unidos para Assuntos da Reserva a respeito do programa Innovative Readiness Training (IRT; em português: Treinamento de Prontidão Inovadora), que buscava projetos cívico-militares que melhorassem a prontidão militar e atendessem às necessidades do público americano. O chief warrant officer (CWO) Donovan Motley afirmou que a limpeza do Recife Osborne atendia facilmente a esses requisitos: "Este projeto oferece treinamento real para esses mergulhadores militares e membros da tripulação dos barcos de desembarque do Exército em operações de salvamento em 'tempos de guerra'. E, talvez mais importante, promove a interoperabilidade entre agências federais, estaduais e do condado, uma habilidade que pode ser fundamental no rescaldo de um desastre natural semelhante ao Katrina."
A Coastal America, um escritório do governo federal dos Estados Unidos, foi encarregada de coordenar a limpeza do recife; eles foram fundamentais na finalização do acordo em que o governo da Flórida alocaria US$2 milhões (equivalente a cerca de US$ 2.9 milhões em 2023) para cobrir o transporte e a reciclagem dos pneus. Ken Banks, do Departamento de Proteção Ambiental da Flórida, estimou que o projeto levaria de três a cinco anos e, embora esse cronograma não permitisse a remoção de todos os dois milhões de pneus, deveria mitigar a maior parte dos danos que estavam causando aos corais e ao litoral, embora Banks tenha previsto que poderia levar décadas para que os recifes se reconstruíssem.
A partir de junho de 2007, as Forças Armadas dos Estados Unidos e a Guarda Costeira iniciaram o "DiveExEast 07" para determinar os melhores e mais eficientes processos para o esforço de limpeza. A menos que houvesse compromissos operacionais e engajamentos imprevistos, os mergulhadores militares esperavam usar este projeto como uma plataforma de treinamento por vários anos e "recuperar o máximo possível de pneus desde o primeiro dia". Entre junho e setembro de 2007, mergulhadores da Marinha dos EUA, do Exército e da Guarda Costeira, deslocados de uma base da Guarda Costeira em Dania Beach, Flórida, trabalharam para limpar o recife. A equipe conjunta inicialmente focou na remoção dos pneus das áreas onde estavam causando mais danos, próximos aos recifes naturais da região. Em 2007, o esforço de recuperação trouxe aproximadamente 10 000 pneus para a costa.

#### 2008

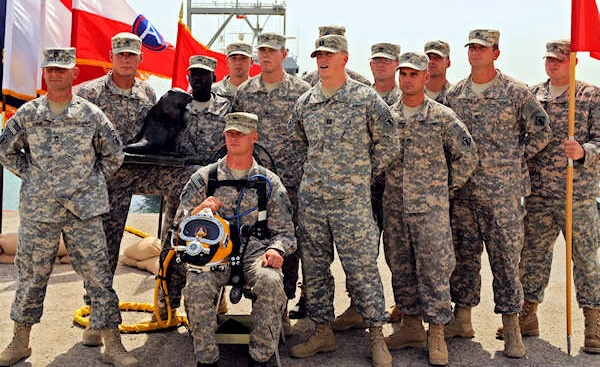
A 86.ª Equipe de Mergulho de Engenharia se reúne e responde a perguntas sobre o recebimento do Prêmio de Parceria da Coastal America e sua missão no Oriente Médio

Em 2008, a recuperação foi interrompida após 26 dias, em 24 de maio, após a recuperação de 43 900 pneus. Naquele ano, a Flórida gastou aproximadamente US$140 000 ($198 121 em 2025) na limpeza, parte dos quais foi destinada ao transporte dos pneus para uma instalação de trituração na vizinha Geórgia, onde foram queimados como combustível em uma fábrica de papel. Os principais membros do esforço de limpeza de 2008 foram o Capitão do Exército dos EUA Russell Destremps, e sua 86.ª Equipe de Mergulho de Engenharia; em 10 de agosto de 2009, eles receberam o Prêmio de Parceria da Coastal America de 2008 e uma carta do Presidente dos EUA, Barack Obama, por sua participação no esforço de limpeza do recife. O prêmio reconheceu "parcerias excepcionais que fazem uma contribuição significativa para a restauração e proteção do ambiente costeiro e marinho da nossa Nação" e foi o único prêmio ambiental desse tipo concedido pela Casa Branca. Dois dias depois, em Hollywood, Flórida, a Coastal America e o vice-secretário adjunto de Defesa para Assuntos de Reserva, David L. McGinnis, entregaram o mesmo prêmio à equipe de limpeza parceira do Departamento de Proteção Ambiental da Flórida.
Estou particularmente orgulhoso dos muitos Marinheiros e Soldados que encontraram uma maneira de aprimorar seu treinamento em habilidades importantes para a prontidão de nossa Nação para a guerra, ao mesmo tempo em que fizeram uma contribuição significativa para a saúde de nossos recursos vivos oceânicos. [...] Assim como vocês protegem nossa Nação quando estão servindo no exterior, em casa vocês encontraram outra maneira de proteger o bem-estar de nossa Nação.— Presidente Obama em sua carta ao Capitão Destremps

#### 2009
Em 2009, a recuperação começou em 24 de julho com trinta mergulhadores do Exército e da Marinha no Hugh Taylor Birch State Park, onde se acreditava que cerca de 300 000 pneus estavam presos contra um recife natural.  Carregando os pneus presos na embarcação do Exército Brandy Station, o primeiro dia de trabalho trouxe aproximadamente 1 400 pneus para a costa. Finalizando o trabalho no meio de agosto, William Nuckols, da Coastal America, disse à Associated Press que os esforços de limpeza haviam, até aquele momento, recuperado aproximadamente 73 000 pneus do recife.
Quando outras operações exigiram que os militares terminassem a limpeza no Recife Osborne, 72 000 pneus haviam sido recolhidos por soldados, marinheiros e membros da Guarda Costeira.

### De 2015 em diante
Em 2015, o estado contratou a Industrial Divers Corporation (IDC) para remover os pneus. De 2016 a 2019, a Assembleia Legislativa da Flórida alocou US$4,3 milhões para o projeto. Em novembro de 2019, a IDC estava removendo de 2 000 a 5 000 pneus por semana, acumulando um total de 250 000 até aquele momento, com dois terços dos pneus ainda a remover. Em 2021, a 4Ocean anunciou seu plano de recuperar pneus do Recife Osborne em uma área de 14 hectares ao norte do local de lançamento original. A limpeza seria parcialmente financiada pela venda de pulseiras de US$29,00 feitas de pneus de recife.